# Fondation Izolyatsia
La fondation Izolyatsia est une fondation et un centre artistiques créés à Donetsk, en Ukraine, en 2010, sur l'emplacement d'une ancienne usine de matériaux isolants. En raison de la guerre du Donbass, la fondation Izolyatsia est expulsée et évacuée vers Kiev en 2014.

## Historique
La Fondation Izolyatsia pour les arts est une organisation non gouvernementale créée en 2010 par Lyubov Mikhailova. Celle-ci est la fille du dernier directeur soviétique d'une usine de matériaux isolants, qui occupait ce terrain. Après l'effondrement de l'URSS, l'usine est fermée en raison de la destruction de toute l'infrastructure dont elle faisait partie. 
Izolyatsia reprend le nom de l'ancienne usine, car ce nom reflète la mission de la fondation, qui est à la fois de préserver le patrimoine industriel et d'établir des programmes alternatifs de développement social et culturel, et concernant tout particulièrement la culture contemporaine.
Pendant les premières années de la Fondation Izolyatsia, plus de vingt projets artistiques y sont réalisés. Parmi les artistes qui y ont travaillé, il y a des artistes de notoriété internationale comme Cai Guo-Qiang, Daniel Buren, Boris Mikhailov, Rafael Lozano-Hemmer, ainsi que presque tous les jeunes artistes ukrainiens prometteurs, comme Zhanna Kadyrova, Apl315, Roman Minin, Ivan Svitlychny, Hamlet Zinkivsky et d'autres.
Le 9 juin 2014, les locaux de la Fondation sont saisis par des miliciens de la république populaire de Donetsk qui veulent créer un abri anti-bombes et un entrepôt sur le territoire de l'ancienne usine. La fondation doit abandonner le site et se replier vers Kiev. Seule une partie des pièces est transportée ; la bibliothèque, le matériel, la boutique et les ouvrages qui ne pouvaient être emportés ont été détruits ou pillés par les militants et les mercenaires.
Les œuvres restées sur place sont détruites par les nouveaux occupants. Les œuvres et installations Dans les filets, la couleur et Cabane-Lanterne par l'artiste Daniel Buren sont ainsi détruites, de même que Ce n’est rien… de Kader Attia et Tanoura de Moataz Nasr. L'installation artistique de Pascale Marthine Tayou qui avait été créée en 2012 est dynamitée le 22 juin 2015.  
À Kiev, la fondation est installée sur le terrain des chantiers de construction navale et de réparation navale de Kiev, rue Naberezhno-Luhova.
Selon les médias, les anciens locaux de la Fondation Izolyatsia sont utilisés par les partisans de la RPD comme prison, nommée Izoliatsia. En particulier, cette information est confirmée par le fondateur de la Fondation Lyubov Mykhailova et par d'anciens prisonniers de la RPD.
Le palais de Tokyo, à Paris, accueille la fondation pour deux jours en décembre 2014 et alerte sur les menaces envers cet organisme, du fait de la guerre, et plus généralement sur la pérennité de la culture en cas de conflit.
De façon similaire, d'autres institutions ouvrent leurs portes à la fondation Izolyatsia pour leur permettre d'exposer, comme la Villa Arson à Nice de juin à août 2016,.

## Projets célèbres
- 2011 : Projet audiovisuel « Insonorisation » (en ukrainien : ЗвукоІзоляція).
- 2011 : Programme de photo-résidences « Partiellement nuageux ».
- 2011 : Projet artistique « Cai Guo-Qiang - 1040 mètres sous terre ».